# Кокари
Ко́кари (латыш. Kokari) — населённый пункт в Вараклянском крае Латвии. Административный центр Вараклянской волости. Находится у северной окраины города Варакляны. По данным на 2017 год, в населённом пункте проживало 132 человека. До административной реформы 2009 года входил в состав Мадонского района.